# Bevern (Essen)
Pour les articles homonymes, voir Bevern (homonymie).
Bevern est un quartier de la commune allemande d'Essen (Oldenburg), dans l'arrondissement de Cloppenburg, Land de Basse-Saxe.

## Histoire
Bevern est probablement mentionné dans un document de l'évêque Othon de Münster au XIIIe siècle en annexe au nom du chevalier Gerlacus de Beveren. Bevern a sa propre paroisse en 1922 entre les communautés paysannes d'Addrup et d'Uptloh.
À Bevern, il y a une école primaire catholique, un jardin d'enfants, l'église Sainte-Marie et une succursale de la Volksbank Essen-Cappeln.

## Source, notes et références
- (de) Cet article est partiellement ou en totalité issu de l’article de Wikipédia en allemand intitulé « Bevern (Essen) » (voir la liste des auteurs).